# Mr. Bean
Mr. Bean (Enfield, 15 settembre 1956) è un personaggio immaginario comico interpretato dall'attore britannico Rowan Atkinson, creato dallo stesso Atkinson insieme a Richard Curtis e Robin Driscoll. Nato come personaggio cabarettistico degli anni ottanta, Mr. Bean diviene in seguito protagonista di una serie televisiva omonima (1990-1995) trasmessa in oltre 200 paesi, di una serie televisiva animata (2002-2025) e di due film, Mr. Bean - L'ultima catastrofe (1997) e Mr. Bean's Holiday (2007).

## Origine del personaggio
Il personaggio di Mr. Bean viene sviluppato da Rowan Atkinson durante gli studi per conseguire la laurea magistrale in ingegneria elettrica presso il Queen's College di Oxford. Un personaggio molto simile, chiamato Robert Box, viene impersonato da Atkinson nella sitcom del 1979 della ITV Canned Laughter, dalle caratteristiche simili al film del 1997 Mr. Bean - L'ultima catastrofe. Il personaggio appare in uno sketch al Fringe Festival di Edimburgo nei primi anni ottanta.
Nel 1987 si ha una delle prime apparizioni di Mr. Bean, all'interno del Just For Laughs festival di Montréal. Quando gli organizzatori del festival inserirono Atkinson nel programma del festival, questi insistette per apparire nel programma in lingua francese, anziché in quello in lingua inglese, poiché il suo sketch non presentava dialoghi di alcun genere, in modo da poter osservare la reazione di un pubblico che non parlava inglese ad un personaggio muto.
Il nome del personaggio non venne deciso finché il primo programma non venne prodotto, e ci fu una scelta tra altri nomi "vegetali" (Mr. Bean in inglese significa signor fagiolo) quale ad esempio "Mr. Cauliflower" (signor cavolfiore). Con questo Atkinson intendeva citare il personaggio di Monsieur Hulot, creato dall'attore e regista francese Jacques Tati.
Stilisticamente Mr. Bean è molto simile ai personaggi dei primi film comici muti, basati esclusivamente su un tipo di commedia "fisica", in quanto è protagonista di azioni e situazioni divertenti ma parla molto raramente, al contrario degli altri show televisivi coevi. Questo ha reso la serie molto economica da distribuire e vendere in tutto il mondo, in quanto non richiede significative modifiche ai dialoghi e doppiaggi in altre lingue.
Nel novembre del 2012 Atkinson ha dichiarato al Daily Telegraph di voler far andare in pensione il personaggio, affermando che "l'infantilismo di un cinquantenne diventa un po' triste", ufficializzando la cosa nel 2021. L'attore, tuttavia, ha detto anche di voler continuare a doppiare la versione animata di Mr. Bean nell'omonima serie televisiva.
Nel 2015 viene pubblicato un ultimo episodio speciale, in cui Mr. Bean partecipa ad un funerale di un suo apparente conoscente, sbagliando però celebrazione e ritrovandosi a commemorare uno sconosciuto tra varie gag e risate. Un piccolo particolare di questo episodio è la presenza di "Angus Bough", interpretato da Ben Miller, assistente e aiutante di Johnny English, interpretato dallo stesso Aktinson, nel primo capitolo (2003) e nel terzo (2018). Queste furono le ultime apparizioni del personaggio.

## Caratteristiche

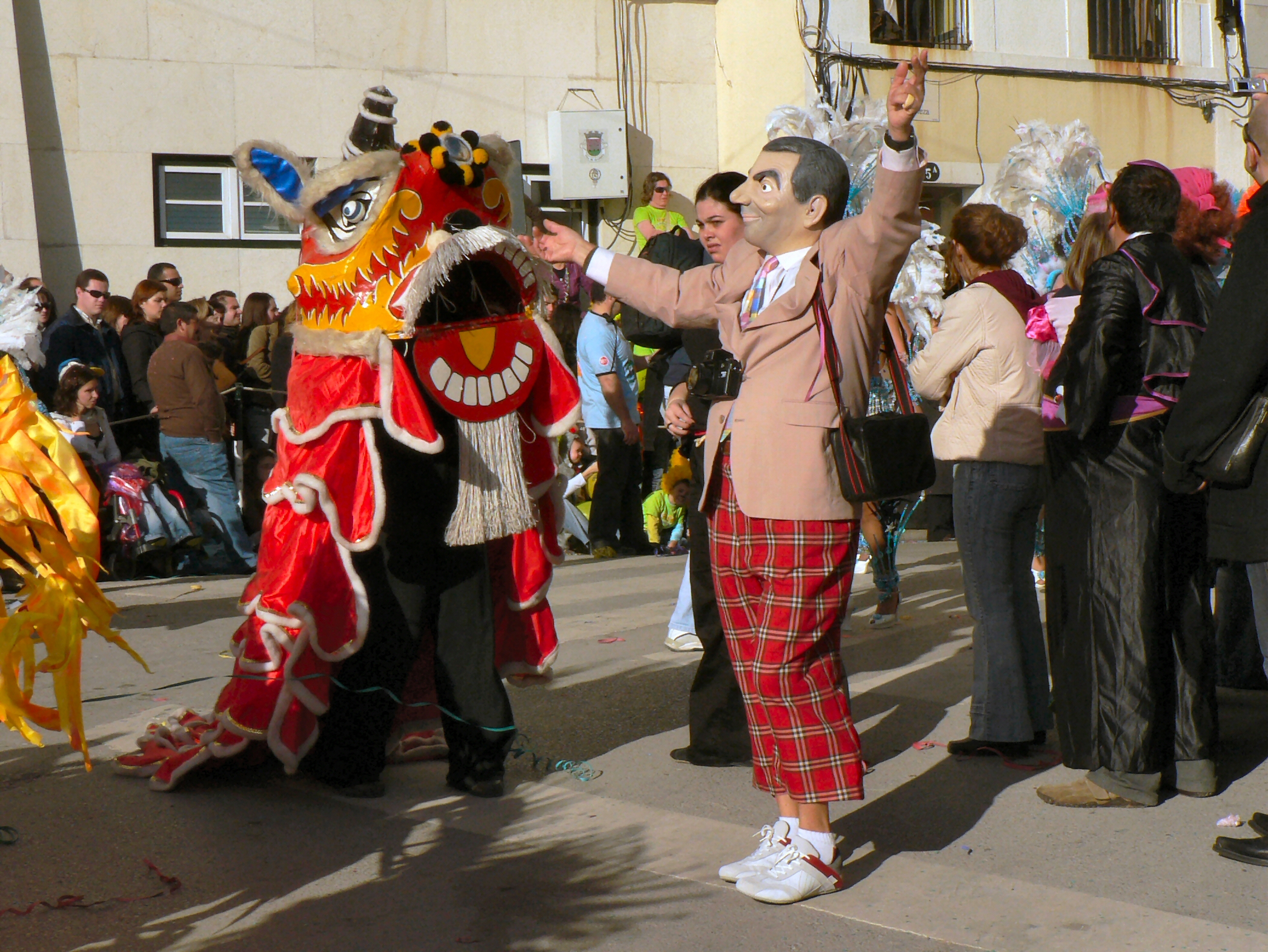
Maschera di Mr. Bean al carnevale di Sesimbra nel 2007.

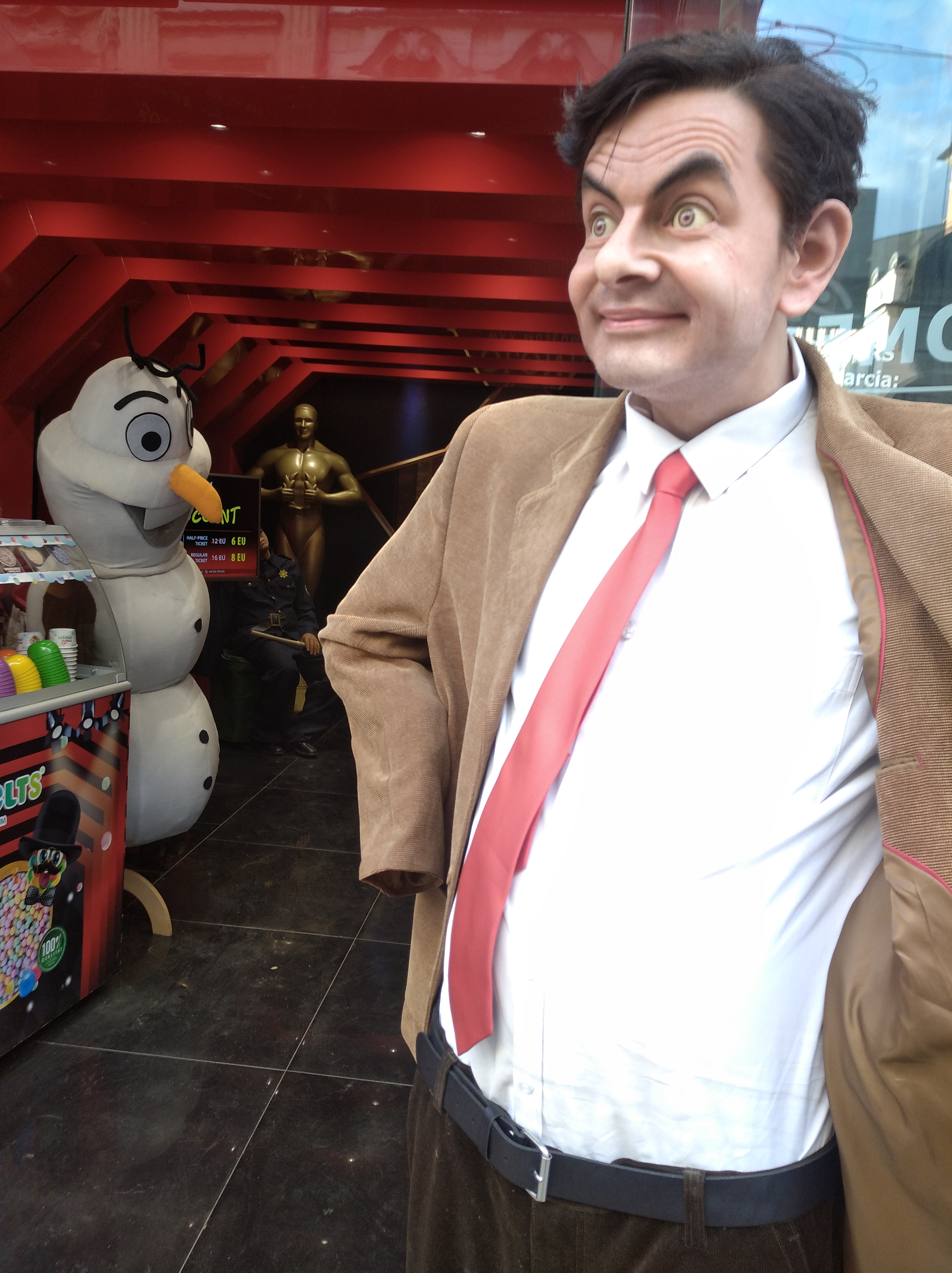
Statua di cera raffigurante Mr. Bean al museo delle cere di Cracovia.

Mr. Bean è un signore che indossa un vestiario sempre uguale in ogni puntata (giacca di tweed marrone, camicia bianca, cravatta rossa e pantaloni marrone scuro), ha come curioso nome di battesimo "Mr." (che non è, quindi, solo un titolo di cortesia, equivalente inglese dell'italiano signor), guida un'auto utilitaria (una Mini verde) e possiede un orsacchiotto di peluche di nome Teddy che è il suo migliore amico; vive solo da sempre, ma talvolta frequenta, con esiti spesso disastrosi, una ragazza di nome Irma Gobb (interpretata da Matilda Ziegler).
Di fatto non si conosce se abbia un lavoro: non lo si vede mai impegnato in attività lavorative e nelle scene ambientate in situazioni di lavoro compare sempre e solo come cliente o paziente, eccezion fatta per la terza parte dell'episodio "The Return of Mr. Bean", nella quale attende l'arrivo della Regina Elisabetta come parte del personale di un albergo di lusso, e il film Mr. Bean - L'ultima catastrofe, in cui è lo svogliato custode della British National Gallery.
È molto competitivo e vendicativo, al punto che diversi episodi delle serie sono incentrati sul suo interpretare come sfida un normale gesto altrui, sul suo tentare di vendicarsi di qualcosa a lui non gradito che gli è accaduto o sul suo essere indotto a impegnarsi nel vincere la sfida da lui stesso proclamata contro altri o contro sé medesimo: esempi possono essere la "sfida delle penne" nel primo episodio "Mr. Bean" o le sfide a chi arriva prima nella camera d'albergo e a chi mangia di più al ristorante nell'episodio "Mr. Bean in Room 426".
Un'altra peculiarità caratteriale è un senso del pudore e della vergogna decisamente esagerato; si ritrova spesso, infatti, a vergognarsi di dover compiere azioni normalissime ed a ricorrere a stratagemmi astrusi per farle senza farsi notare, anche se ciò che deve fare consiste solo nel mangiare una caramella, come nell'episodio "Mr. Bean".
Come un bambino, il personaggio è completamente amorale: in nome del proprio interesse o anche solo per divertirsi, non esita a compiere azioni abiette nei confronti di altre persone, sempre con l'inconsapevolezza di star facendo qualcosa di male. Nell'episodio "Goodnight Mr. Bean" giunge perfino a prendere in giro una donna totalmente ingessata in carrozzina e a rubarle il numero di chiamata perché inferiore al suo.
Nella sigla di apertura della serie Mr. Bean si schianta al suolo cadendo dall'alto all'interno di un cono di luce verticale, mentre un coro di voci bianche canta in latino Ecce homo qui est faba ("Ecco l'uomo che è un fagiolo", opera del compositore Howard Goodall e registrata dal Southwark Cathedral Choir nel 1990). Lo stesso coro declama sulla sigla intermedia Finis partis primae per "End of part one" e Pars secunda per "Part two".
L'ingresso in scena come se fosse stato lanciato da un'astronave ha indotto alcuni ammiratori a ipotizzare che Mr. Bean sia in realtà un alieno dalle sembianze umane oppure un essere umano rapito da alieni che lo hanno rimandato sulla Terra dopo aver condotto su di lui degli esperimenti; ciò spiegherebbe il motivo della sua stravaganza ed il fatto che il personaggio abbia sì caratteristiche tipicamente umane, come l'aspetto fisico ed il possedere una casa e un'auto, ma allo stesso tempo risulti piuttosto diverso da una qualunque persona normale, non parlando quasi mai e non capendo spesso e volentieri atteggiamenti e situazioni tipicamente umani ma mantenendo comunque una piuttosto elevata intelligenza e ingegnosità. Ad esclusione della sigla, negli episodi della serie televisiva originale non vi è alcun riferimento in tal senso, mentre nella serie animata, nell'episodio "Double Trouble", Mr. Bean sale a bordo di un'astronave aliena e scopre di essere lui stesso un alieno, dato che l'equipaggio è formato di esseri del tutto identici a lui, ognuno dei quali, come lui, possiede un proprio animaletto di peluche personale.
Un altro elemento che avvalora l'ipotesi dell'origine aliena del personaggio è il fatto che, in un episodio della serie live action, si può notare come la presenza del protagonista vestito annulla il segnale della televisione, mentre quando si sposta oppure si spoglia essa riprende a funzionare correttamente. In un altro episodio, invece, è presente un apparecchio usato per un esperimento scientifico che fa drizzare i capelli di chi lo tocca; nel caso di Mr. Bean però ciò non accade solo durante ma anche dopo il contatto, con il personaggio che si ritrova ad avere problemi con le cose che lo circondano, ad esempio fogli di carta che gli si appicciano addosso.
Mr. Bean non viene nemmeno doppiato nelle lingue diverse dall'inglese, dato che le sue battute sono quasi nulle all'interno degli episodi e la sua vena comica si fonda sulla fisicità e sulle situazioni paradossali in cui incorre.
Un'altra sua peculiarità sta infatti nelle sue risicate presentazioni:
(tipica presentazione di Mr.Bean)

## Altri personaggi e accessori

### La Mini

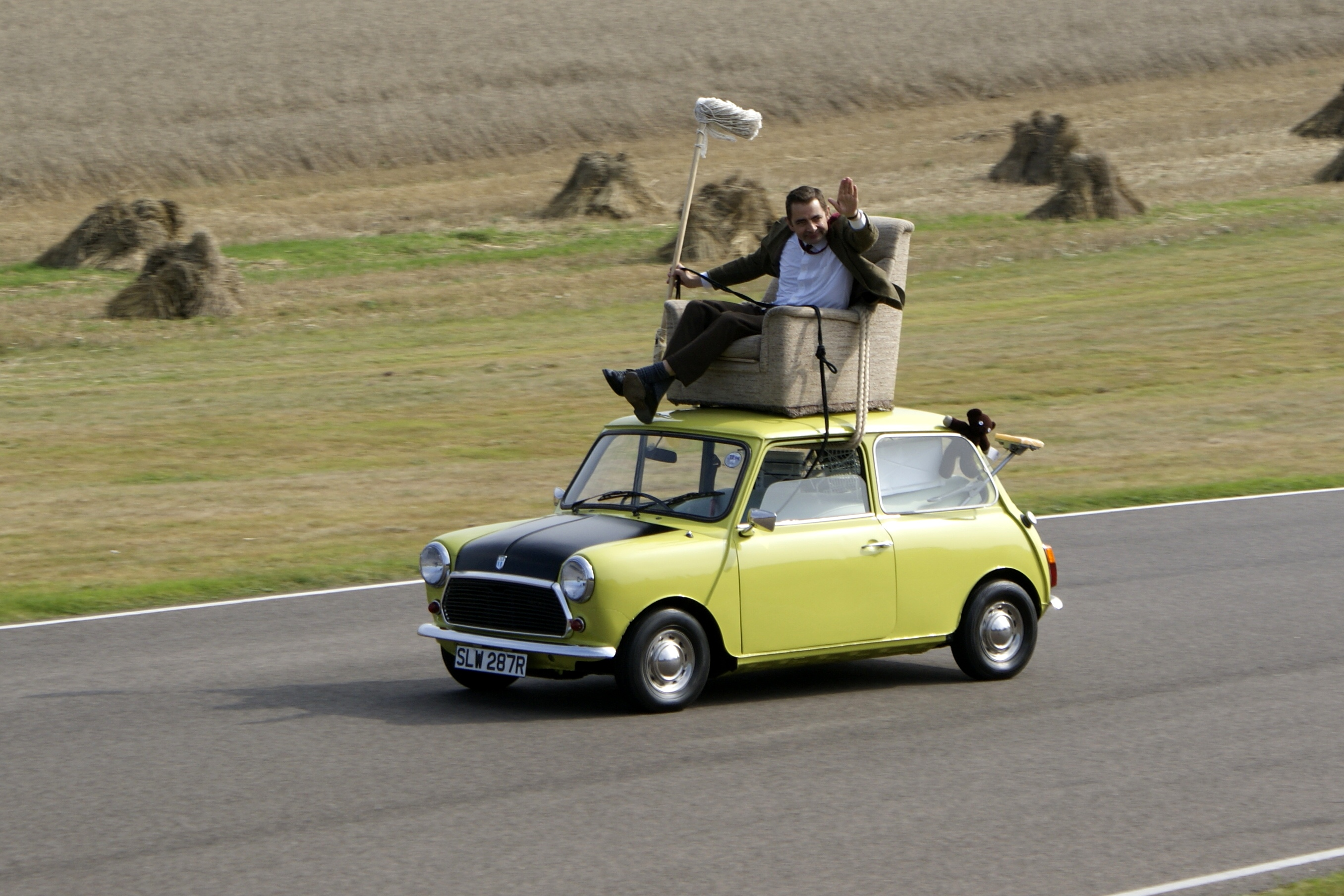
Rowan Atkinson sulla Mini di Mr. Bean al Circuito di Goodwood nel 2009

L'auto che Mr. Bean possiede e guida in tutti gli episodi è una British Leyland Mini 1000 (MkIV) del 1977, con targa SLW287R. L'auto presenta la guida a destra e la carrozzeria di color verde cedro con il cofano nero opaco; a ciò fa eccezione l'episodio pilota, in cui l'auto di Mr. Bean era una BMC Austin Mini (MkI) del 1966 di colore arancione targata RNT 996H.
Mr. Bean ha impiantato sull'auto un singolare sistema di antifurto, che consiste in un lucchetto a barra posto sotto la serratura della portiera destra e nel volante rimovibile, che il proprietario stacca e porta con sé quando si allontana dalla vettura.
L'auto è spesso in conflitto con un Reliant Regal Supervan III celeste a tre ruote, con targa GRA 26K, che Bean urta in azzardati sorpassi, spinge per farsi spazio nei parcheggi e fa ribaltare; il Reliant viene anche ignorato dallo stesso Mr. Bean quando il proprietario lo ferma per dare un passaggio a Bean che sta facendo autostop.

### Teddy
Teddy è l'orsetto di peluche di Mr. Bean, suo inseparabile amico fin dalla tenera età. Il protagonista spesso si comporta come se Teddy fosse dotato di una coscienza reale e lo fa muovere e parlare a tale scopo, anche se non sempre lo tratta bene.
Gli autori scelsero il nome Teddy perché è l'abbreviazione del tradizionale termine inglese teddy bear, che tradotto significa "orsacchiotto" e, per estensione, viene utilizzato per indicare tutti i peluche.
Teddy ha il corpo marrone scuro e le mani e le braccia di color ocra, mentre gli occhi sono due bottoni color bianco perlato. In alcuni episodi Mr. Bean fa indossare a Teddy dei piccoli occhiali da vista per la lettura. In un episodio, a causa di un lavaggio in lavatrice, si restringe e diventa talmente piccolo che Bean lo può mettere nel taschino della giacca; in un altro episodio perde un pezzo di testa e Bean lo cuce con un filo verde.

### Irma Gobb
Interpretata da Matilda Ziegler, è un personaggio comparso solo in certe puntate e sarebbe la fidanzata di Mr. Bean; i due si sono incontrati in una biblioteca locale, ma Irma non provava ancora molti sentimenti per lui, anche se con il passare del tempo i due hanno cominciato ad uscire insieme frequentemente. Nella serie animata, invece, i due si conoscono fin da bambini e Irma si è innamorata di Bean poco dopo il loro primo incontro. Possiede anch'ella un orsetto di stoffa, chiamato Lottie. Irma è molto innamorata di Bean, tuttavia quest'ultimo tende spesso a trascurarla e mortificarla senza rendersene mai conto, pur essendone comunque incredibilmente geloso.

### Altri personaggi
Anche se Mr. Bean è l'unico personaggio significativo nel programma, compaiono frequentemente diversi importanti attori comici britannici accanto ad Atkinson nel ruolo di personaggi secondari, di cui però non viene mai rivelato il nome. Tra essi si possono citare Richard Briers, Paul Bown, Roger Lloyd Pack e Richard Wilson.

## Media

### Serie televisiva
Dal 1990 al 1995 Mr. Bean è il protagonista di un'omonima serie televisiva, trasmessa in Italia su Canale 5.

### Serie animata
Nel 2002 Mr. Bean diventa protagonista di una serie animata omonima, doppiata dallo stesso Atkinson.

### Cinema

#### Mr. Bean - L'ultima catastrofe(1997)
Nel 1997 viene distribuito il primo seguito cinematografico che vede come protagonista Mr. Bean, diretto da Mel Smith.

#### Mr. Bean's Holiday(2007)
Nel 2007 viene distribuito il secondo seguito con protagonista Mr. Bean.

### Videogiochi
- L'azienda videoludica Blast! ha prodotto un videogioco per Nintendo DS, Nintendo Wii, Microsoft Windows e PlayStation 2 intitolato Mr. Bean (Mr. Bean's Wacky World of Wii nella versione per Wii), in cui Teddy è stato rapito e il suo proprietario deve ritrovarlo pagando un riscatto in croccantini per gatti.[18]

### Altre apparizioni
- Nel 2010 Mr. Bean appare nel nono episodio della quinta stagione della serie televisiva Baywatch in Australia.[19]
- Nel 2012 Mr. Bean è apparso durante la cerimonia di apertura dei Giochi della XXX Olimpiade, come parte dell'orchestra, suonando una sola nota di sintetizzatore e sognando di vincere una gara sportiva, tutto sulle note di Momenti di gloria.[20]
- Per festeggiare i 25 anni della creazione del personaggio, Rowan Atkinson si è presentato vestito da Mr. Bean, insieme a Teddy e la sua inconfondibile vettura, a Buckingham Palace nel settembre 2015.

### Libri
Sono stati pubblicati due libri legati alla serie originale, intitolati Mr. Bean's Diary nel 1992 e Mr. Bean's Pocket Diary, nel 1994. Sono entrambi costruiti in forma di diario scritto con la grafia incerta di Mr. Bean; le due pubblicazioni forniscono informazioni supplementari sul personaggio: vi troviamo scritto, ad esempio, che Mr. Bean vive a Highbury e ha affittato la sua casa da un'anziana signora chiamata Mrs. Wicket, comparsa anche nella serie animata. Nel 2002 i due libri sono stati ristampati con contenuti ampliati.

## Video musicali

### (I want to be) Elected
Mr. Bean prepara una campagna elettorale per sostenere la sua candidatura nel consiglio di Highbury come singolo membro del Bean Party. La scena è una parodia delle campagne degli attivisti, visto che Bean costringe la gente a comprare i voti, affigge manifesti su una bara che sta per essere portata all'obitorio e viene fotografato mentre dà un lecca-lecca a un bambino, salvo riprenderselo quando i fotografi si allontanano. In sottofondo, un gruppo chiamato Smear Campaign, esegue il brano I Want to Be Elected.

### Picture of You
Mr. Bean compare nel video musicale della canzone dei Boyzone, che ha fatto parte della colonna sonora del film Mr. Bean - L'ultima catastrofe; nel video i componenti del gruppo sono vestiti come Mr. Bean.

## Influenze nella cultura di massa
- In un episodio della serie animata I Simpson, Homer si riferisce al primo ministro Tony Blair chiamandolo "Mr. Bean".
- Molte scenette presenti nella serie televisiva Mr. Bean sono state utilizzate come spunto per esperimenti nella serie MythBusters dell'emittente Discovery Channel. Nell'episodio 52 Mind Control viene sperimentata l'idea di Mr. Bean di imbiancare una stanza inserendo dell'esplosivo in un barattolo di pittura da muro e facendolo esplodere; idea messa in atto nel nono episodio della serie televisiva Fai da te Mr. Bean. Il risultato della prova è fallimentare e decreta l'impossibilità di ottenere una copertura uniforme di tutte le pareti.[23]
- Una società ad azionariato diffuso (public company) di Singapore, attiva nel campo dell'industria alimentare, si chiama Mr Bean Group Limited, in omaggio al personaggio omonimo[24].